# Viktor Zyemtsev
Viktor Zyemtsev (Donetsk, 14 februari 1973) is een Oekraïens triatleet. Hij werd wereldkampioen triatlon op de lange afstand. Ook schreef diverse Ironman's op zijn naam, zoals de Ironman Austria (3x), Ironman Coeur d'Alene, (1x), Ironman USA Lake Placid (1x) en de Ironman Louisville (1x).
Hij is een officier in het leger.

## Titels
- Wereldkampioen triatlon op de lange afstand: 2005

## Belangrijke prestaties

### triatlon
- 2000: 6e Ironman Austria - 8:21.57
- 2002:  Ironman Austria - 8:16.44
- 2003:  Ironman Austria - 8:11.09
- 2003: 22e EK olympische afstand in Karlovy Vary - 1:59.32
- 2003: 28e Ironman Hawaï - 9:05.33
- 2004: 7e Florida Half Ironman - 4:01.10
- 2004:  Ironman Austria - 8:12.58
- 2004: DNF Ironman Hawaï
- 2005:  Florida Half Ironman - 3:57.41
- 2005:  Ironman 70.3 Eagleman - 4:01.22
- 2005:  Ironman Coeur d'Alene - 8:23.29
- 2005: DNF Ironman Florida
- 2006: 4e Ironman 70.3 Eagleman - 4:02.59
- 2005:  WK lange afstand in Fredericia - 5:41.40
- 2006:  Ironman USA Lake Placid - 8:38.18
- 2006: 59e Ironman Hawaï - 9:38.26
- 2007:  Ironman Coeur d'Alene - 8:33.32
- 2007: 68e Ironman Hawaï - 9:18.27
- 2008: 4e Ironman 70.3 Eagleman - 4:02.21
- 2008: DNF Ironman Florida
- 2008:  Ironman Coeur d'Alene - 8:43.56
- 2009:  Ironman Louisville - 8:25.27
- 2009: 4e Ironman 70.3 Augusta - 3:51.51
- 2009: 4e EK lange afstand in Praag - 5:40.53
- 2009:  Ironman Mexico - 8:29.10
- 2010: 7e WK lange afstand - 6:36.42
- 2014:  Ironman Zweden